# یوهانس ویسنفلد
یوهانس ویسنفلد (آلمانی: Johannes Weißenfeld؛ زادهٔ ۱۹ اوت ۱۹۹۴) قایقران روئینگ اهل آلمان است.
وی در مسابقات کشوری و بین‌المللی در مجموع برندهٔ ۶ مدال طلا شده‌است.